# Шьяма
Шья́ма (IAST: Śyāma) — одно из имён Вишну/Кришны и один из эпитетов грозного образа Парвати в индуизме, часто выступает как составная часть других имён: Шьямасу́ндара, Гханашья́ма, Радхешья́ма или, в более редкой форме Шьямчара́на.
В буквальном переводе с санскрита означает «чёрный» или «тёмный». Возможно это связано с тем, что в пуранической литературе содержатся описания Кришны, как имеющего кожу тёмно-синего цвета, подобного цвету тучи перед началом грозы. Брата Кришны Балараму, в свой черёд, принято изображать со светлой кожей.
Часто последователям традиций бхакти в индуизме дают имя «Шьям дас», что означает — «слуга Шьяма».